# 女優姉妹
『女優姉妹』（じょゆうしまい）は、シンガーソングライター吉澤嘉代子の4thアルバム。日本クラウンから2018年11月7日に発売された。

## 解説
本作は、吉澤にとって1年8ヶ月ぶりのフルアルバム。好きな人のそばにいられるように騙されている“私”を演じる主人公を描いた「女優」をテーマにした作品で、本作について吉澤は「主人公の性（せい）と性（さが）を書き切れたらと思っております」とコメントしている。
ジャケット写真にはアルバムの世界観を表現すべく、女優の安達祐実、モトーラ世理奈、佐藤玲、小川紗良が登場する。本人ではなく女優が登場しているのは、歌の内容と自身のパーソナリティを混同させないようにするため。安達はシングル「ミューズ」のジャケットやミュージックビデオ、モトーラは「残ってる」のミュージックビデオでコラボレーションし、佐藤はシングル「月曜日戦争」が主題歌に採用されたテレビドラマ「架空OL日記」に出演していた。また小川紗良は、吉澤が個人的に「可愛いな」と思って依頼した。
シングル表題曲「月曜日戦争」「残ってる」「ミューズ」、CMサイズのみ発表されていた「怪盗メタモルフォーゼ」のフルサイズバージョン、インディーズミニアルバム『魔女図鑑』に収録されていた「恥ずかしい」のリメイクを含む全10曲を収録。新録曲「女優」には映画監督の枝優花によるミュージックビデオが作られ、アルバムジャケットにも登場する小川紗良が出演している。また同じく新録曲「洋梨」は、1stシングル「月曜日戦争」のジャケットを手がけたイラストレーター・たなかみさきとのデュエットとなっている。
初回限定盤には2018年6月に東京・東京国際フォーラム ホールCで行われた2DAYSコンサート「吉澤嘉代子の発表会」を収録したDVD2枚が付属する。「子供編」「大人編」と異なるコンセプトで行われた2日間のステージの模様がほぼ丸ごと収められている。

## 収録曲

### 楽曲解説
1. 鏡
  - 描かれているのは「女の子同士の秘密の時間」「友達との境目も曖昧になってしまうような独特の時代」「不自由さと残酷さの綴じられた世界」。ストリングスカルテットがサウンドの主軸で、アルバム全体の世界観を導入として見せるような1曲目に置くことを想定して書かれたような曲[5]。
2. 月曜日戦争
  - 1stシングル表題曲。
  - 日々血を流さない戦いをくりひろげる社会人の心象風景として、OLが宇宙戦士となる物語を書いた[5]。
3. 怪盗メタモルフォーゼ
  - 資生堂のメイク用品「インクストローク アイライナー」のウェブCMタイアップ曲で、フルサイズは今作が初収録。ヨーロピアンな雰囲気だったCMバージョンに対し、こちらのサウンドはゴンドウトモヒコによって謎めいたエキゾチックなアレンジとなっている[5]。
  - 歌詞の舞台は異国の城下町、普段は目立たない町娘が真夜中になると怪盗に変身する物語。絵の上手い友人に頼んで絵コンテを描いてもらい、歌詞のイメージを作った[5]。
4. 女優
  - 好きな人のそばにいられるように“騙されている私”を演じる主人公の女性が、それでも光を信じ続ける物語が描かれている。物語の設定としては最初、日活ロマンポルノのような少し昔の時代のポルノ女優を主人公にしていた。世界観をかなり狭めて書いていたので生々しい言葉が多くなりすぎたため、設定自体は変わらないものの言葉をマイルドなものに変更した[4][5]。
5. ミューズ
  - 3rdシングル。
  - 「ミューズ」というタイトルで人生の傷跡を肯定できるような歌を書きたいと思って書いた曲。「頑張れ」でも「頑張らなくていい」でもなく、その人がそこで戦ってる美しさを讃えられたらよいという気持で書かれている[5]。
  - デモでは弾き語りだったが、完成版は蔦谷好位置の手によって全く違うアレンジになった[5]。
6. 洋梨
  - 「月曜日戦争」のジャケットを手がけたイラストレーター・たなかみさきと二人で好きな人を取りあう歌。スナックで聴いた彼女の深い歌声に惚れこんでデュエットを頼んだ。洋梨というモチーフや歌詞を一緒に生みだした[5]。
7. 恥ずかしい
  - 2013年発表のインディーズミニアルバム『魔女図鑑』からのリメイク[5]。
  - 「真夜中に突如襲いかかる恥ずかしい記憶、叫びだしそうな衝動を、今日は私が代わりに叫びますね」というコンセプト。人生のテーマソングの一つ[5]。
8. よるの向日葵
  - 「夏の夜に散歩をしていると、下を向く向日葵を見つけました。いつも元気な子が、太陽のない場所で人知れずしゅんとしていたら」という片想いの歌。すごく純情で一途な主人公の歌であり、今作のテーマとは少しずれるが、アルバムのクライマックスである「残ってる」の前に置くことを考えて選んだ曲[5]。
  - 伊澤一葉のピアノと吉澤の歌だけの編成。もともとはバンドアレンジで考えていたが、シングル「残ってる」カップリング曲の伊澤のピアノだけで歌ったバージョンが気に入っていたので、アルバムにも同じアレンジの曲を入れようと思った[5]。
9. 残ってる
  - 2ndシングル。
  - 制作当初からアルバムのクライマックスに配置することを想定していた曲[5]。
  - 夏から秋にうつりかわる日、季節の中に取り残されてしまった朝帰りの女の子の歌[5]。
10. 最終回
  - 「どん底の今日を最終回にして、明日からはまた新しいドラマを始めよう」というひらきなおり生きてゆく滑稽さと強かさを託そうと思い、アルバム最後の歌にした[5]。
  - 最初は「残ってる」でアルバムを終わらせようと考えていたが、女性をテーマに考えた時、聴いた人が明日からの未来に向かえるような、送り出すような形でアルバムを締めくくりたいと思い、それぞれの歌の主人公の正体を最後にばらすような、ひっくり返すようなこの曲を入れた[5]。

### 収録内容
CD
| 全作曲: 吉澤嘉代子。 |                                                       |                          |            |                  |      |
| #                    | タイトル                                              | 作詞                     | 作曲・編曲 | 編曲             | 時間 |
| 1.                   | 「鏡」                                                | 吉澤嘉代子               | 吉澤嘉代子 | 横山裕章         | 3:33 |
| 2.                   | 「月曜日戦争」(1stシングル)                           | 吉澤嘉代子               | 吉澤嘉代子 | 柏崎三十郎       | 2:53 |
| 3.                   | 「怪盗メタモルフォーゼ」(2ndシングルのカップリング曲) | 吉澤嘉代子               | 吉澤嘉代子 | ゴンドウトモヒコ | 3:47 |
| 4.                   | 「女優」                                              | 吉澤嘉代子               | 吉澤嘉代子 | ゴンドウトモヒコ | 4:03 |
| 5.                   | 「ミューズ」(3rdシングル)                             | 吉澤嘉代子               | 吉澤嘉代子 | 蔦谷好位置       | 3:50 |
| 6.                   | 「洋梨」(歌: 吉澤嘉代子・たなかみさき)                | 吉澤嘉代子、たなかみさき | 吉澤嘉代子 | 柏崎三十郎       | 3:28 |
| 7.                   | 「恥ずかしい」                                        | 吉澤嘉代子               | 吉澤嘉代子 | 横山裕章         | 3:43 |
| 8.                   | 「よるの向日葵」                                      | 吉澤嘉代子               | 吉澤嘉代子 | 伊澤一葉         | 4:04 |
| 9.                   | 「残ってる」(2ndシングル)                             | 吉澤嘉代子               | 吉澤嘉代子 | ゴンドウトモヒコ | 4:04 |
| 10.                  | 「最終回」                                            | 吉澤嘉代子               | 吉澤嘉代子 | sugarbeans       | 2:49 |

DVD（※初回限定盤のみ）
「吉澤嘉代子の発表会」 東京国際フォーラム ホールC コンサート映像
| #   | タイトル                     | 作詞 | 作曲・編曲 | 時間 |
| --- | ---------------------------- | ---- | ---------- | ---- |
| 1.  | 「未成年の主張」             |      |            | 3:07 |
| 2.  | 「恋愛倶楽部」               |      |            | 4:08 |
| 3.  | 「美少女」                   |      |            | 4:17 |
| 4.  | 「チョベリグ」               |      |            | 3:02 |
| 5.  | 「らりるれりん」             |      |            | 4:12 |
| 6.  | 「ブルーベリーシガレット」   |      |            | 3:03 |
| 7.  | 「ひゅー」                   |      |            | 3:25 |
| 8.  | 「ユキカ」                   |      |            | 3:32 |
| 9.  | 「うそつき」                 |      |            | 4:34 |
| 10. | 「なかよしグルーヴ」         |      |            | 6:51 |
| 11. | 「逃飛行少女」               |      |            | 4:21 |
| 12. | 「えらばれし子供たちの密話」 |      |            | 3:04 |
| 13. | 「キルキルキルミ」           |      |            | 3:13 |
| 14. | 「ひょうひょう」             |      |            | 4:12 |
| 15. | 「ラブラブ」                 |      |            | 3:02 |
| 16. | 「movie」                    |      |            | 4:39 |
| 17. | 「泣き虫ジュゴン」           |      |            | 3:29 |
| 18. | 「雪」                       |      |            | 4:40 |
| 19. | 「ひゅるリメンバー」         |      |            | 3:46 |

| #   | タイトル                 | 作詞 | 作曲・編曲 | 時間 |
| --- | ------------------------ | ---- | ---------- | ---- |
| 1.  | 「綺麗」                 |      |            | 3:56 |
| 2.  | 「ねえ中学生」           |      |            | 4:30 |
| 3.  | 「ケケケ」               |      |            | 4:44 |
| 4.  | 「月曜日戦争」           |      |            | 3:12 |
| 5.  | 「手品」                 |      |            | 3:51 |
| 6.  | 「化粧落とし」           |      |            | 3:45 |
| 7.  | 「がらんどう」           |      |            | 4:06 |
| 8.  | 「ジャイアンみたい」     |      |            | 3:37 |
| 9.  | 「ユートピア」           |      |            | 3:58 |
| 10. | 「シーラカンス通り」     |      |            | 4:11 |
| 11. | 「ちょっとちょうだい」   |      |            | 3:31 |
| 12. | 「麻婆」                 |      |            | 3:09 |
| 13. | 「地獄タクシー」         |      |            | 4:16 |
| 14. | 「人魚」                 |      |            | 4:13 |
| 15. | 「一角獣」               |      |            | 4:54 |
| 16. | 「ストッキング」         |      |            | 4:33 |
| 17. | 「残ってる」             |      |            | 4:41 |
| 18. | 「ミューズ」             |      |            | 3:50 |
| 19. | 「東京絶景」             |      |            | 4:07 |
| 20. | 「23歳 feat.ウィンディ」 |      |            | 3:53 |

### 演奏など
| 「鏡」 プロデュース&アレンジ：横山裕章（agehasprings） ローズピアノ、プログラミング：横山裕章 1stヴァイオリン：岡村美央、城戸喜代 2ndヴァイオリン：杉野裕、伊能修 ビオラ：菊地幹代、舘泉礼一 チェロ：笠原あやの、増本麻理 「月曜日戦争」 プロデュース：カンケ アレンジ、プログラミング：柏崎三十郎 ギター：石崎光（cafelon） ベース：伊賀航 ドラムス：張替智広 「怪盗メタモルフォーゼ」 プロデュース&アレンジ：ゴンドウトモヒコ プログラミング、アルトホルン、ユーフォニアム、フリューゲルホルン：ゴンドウトモヒコ ドラムス：伊藤大地 ウッドベース：鳥越啓介 アコースティックギター、エレキギター：伏見蛍 ピアノ：藤原マヒト ソプラノサックス、タロガトー：田中邦和 ミキシング・エンジニア：ゴンドウトモヒコ 「女優」 プロデュース&アレンジ：ゴンドウトモヒコ プログラミング：ゴンドウトモヒコ ドラムス：伊藤大地 ウッドベース：鳥越啓介 アコースティックギター、エレキギター：伏見蛍 ヴァイオリン、ビオラ、チェロ：高原久美 「ミューズ」 プロデュース&アレンジ：蔦谷好位置（agehasprings） ドラムス：松原"マツキチ"寛 ベース：須藤優 ギター：佐々木“コジロー”貴之 ピアノ、プログラミング：蔦谷好位置 門脇大輔ストリングス ヴァイオリン：門脇大輔、沖増菜摘、高橋和葉、山本大将 ビオラ：河村泉 チェロ：関口将史 | 「洋梨」 プロデュース：カンケ アレンジ、プログラミング：柏崎三十郎 ベース：ハマ・オカモト（OKAMOTO'S） アコースティックギター：石崎光（cafelon） 「恥ずかしい」 プロデュース&アレンジ：横山裕章（agehasprings） ピアノ：横山裕章 エレキギター、アコースティックギター、エレキシタール：真壁陽平 ベース：伊賀航 ドラムス、タンバリン、カウベル、シェイカー、ギロ：伊藤大地 「よるの向日葵」 アレンジ&ピアノ：伊澤一葉 「残ってる」 プロデュース&アレンジ：ゴンドウトモヒコ ユーフォニアム、フリューゲルホルン：ゴンドウトモヒコ ドラムス：白根賢一 ウッドベース：千葉広樹 アコースティックギター、エレキギター：伏見蛍 ピアノ：藤原マヒト 「最終回」 プロデュース&アレンジ：sugarbeans ピアノ：sugarbeans エレキギター：木暮晋也 ベース：ハマ・オカモト（OKAMOTO'S） ドラムス、タンバリン：伊藤大地 トランペット：湯本淳希 トロンボーン：榎本裕介 アルトサックス、バリトンサックス：中村尚平 テナーサックス：橋本和也 |

## タイアップ
| 曲名                     | タイアップ                                          | 備考                                                 |
| ------------------------ | --------------------------------------------------- | ---------------------------------------------------- |
| 「月曜日戦争」           | 読売テレビ系ドラマ「架空OL日記」主題歌              |                                                      |
| 「怪盗メタモルフォーゼ」 | 資生堂「インクストローク アイライナー」Web CMソング | CMバージョンをアレンジを変えてフルサイズ化したもの。 |